# Konrad I. Garrar
Konrad Garrar (auch: Gerer) war als Konrad I. von 1210 bis 1211 Propst des Klosterstifts Berchtesgaden.
Offenbar kaum mehr als ein Jahr Interimsregent, ist über Konrads Leben und Wirken derzeit nichts weiter bekannt. Womöglich entstammte er der Ritterfamilie Gärr aus Gutrat.
Als Stiftspropst profitierte er jedenfalls von dem 1156 ausgestellten „Freiheitsbrief“ des Kaisers Friedrich Barbarossa, der dem Berchtesgadener Klosterstift die Forsthoheit gewährte, sowie von der eigenmächtigen Erweiterung dieser „Goldenen Bulle“ im Jahr 1180 durch seinen Vorgänger Propst Friedrich I. um die Schürffreiheit auf Salz und Metall. Dank der seit 1194 gültigen „Magna Charta der Berchtesgadener Landeshoheit“ vermochte er zudem als Landes- und Gerichtsherr nicht nur die niedere, sondern auch die hohe Gerichtsbarkeit auszuüben. Und 1209, ein Jahr vor dem Beginn seiner Regentschaft, war den Berchtesgadener Pröpsten durch Papst Innozenz III. das Recht der freien Jurisdiktion über alle Laien innerhalb des päpstlichen Immunitätsgebietes bestätigt worden.